# Sidi Ameur (El Bayadh)
Pour les articles homonymes, voir Sidi Ameur.
Sidi Ameur est une commune de la wilaya d'El Bayadh en Algérie.

## Géographie

### Situation
Le territoire de la commune de Sidi Ameur se situe au nord-est de la wilaya d'El Bayadh.
| Stitten  | Hadj Mechri (Wilaya de Laghouat) | Hadj Mechri (Wilaya de Laghouat) |
| Stitten  | Sidi Ameur                       | Boualem                          |
| Ghassoul | Brezina                          | Sidi Tifour                      |

### Localités de la commune
La commune de Sidi Ameur est composée de treize localités: Aïn Djedida, El Farch, Ezzoughm, Lemsayed, Massine, Mehadid, Menacir, Rezguet Ghraba, Sidi Ameur, Ouled Yahia, Tassima, Timendert et Zenazna.